# Карлос Білардо
Карлос Білардо (ісп. Carlos Bilardo, нар. 16 березня 1938, Ла-Патерналь) — колишній аргентинський футболіст, що грав на позиції півзахисника. По завершенні ігрової кар'єри — футбольний тренер.
Виступав за клуби «Сан-Лоренсо», «Депортіво Еспаньйол» та «Естудьянтес», а також молодіжну збірну Аргентини. Найбільших досягнень здобув з «Естудьянтесом», у складі якого як гравець став чемпіоном Аргентини, триразовим володарем Кубка Лібертадорес та володарем Міжконтинентального кубка. Як тренер з «Естудьянтесом» також став чемпіоном Аргентини. Крім того, приводив національну збірну Аргентини до перемоги на чемпіонаті світу.

## Клубна кар'єра
Народився 16 березня 1938 року в районі Ла-Патерналь столиці Аргентини Буенос-Айреса в родині сицилійських іммігрантів. В дитинстві Карлос змушений був поєднувати футбол з навчанням та роботою. У дні шкільних канікул йому доводилося вставати ще до світанку, щоб відвезти продукти на ринок Буенос-Айреса. Навіть виступаючи в юнацьких командах «Сан-Лоренсо», Карлос не залишав надії стати лікарем, через що пробитись до основної команди не зумів, взявши участь лише у 3 матчах чемпіонату.
1961 року Білардо перейшов в клуб другого дивізіону «Депортіво Еспаньйол», де став найкращим бомбардиром, але пізніше перейшов на позицію півзахисника оборонного плану.

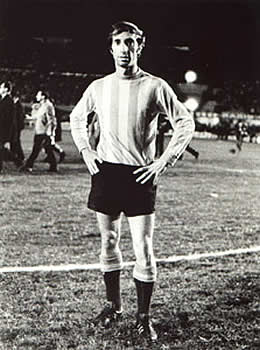
Карлос Білардо під час виступів за молодіжну збірну Аргентини. 1959 рік

1965 року Карлос Білардо перейшов у «Естудьянтес», де виконував роль досвідченого центрального півзахисника в молодій команді та провідником ідей тренера Освальдо Субельдії на поле. У команді він створив тріо півзахисту разом з Карлосом Пачаме та Едуардо Флоресом, яке було одним з найкращих у країні. За чотири роки разом з командою він виграв три Кубки Лібертадорес та Міжконтинентальний кубок.
Завершив професійну кар'єру футболіста виступами за «Естудьянтес» (Ла-Плата) у 1970 році.

## Виступи за збірну
Білардо був викликаний в юнацьку збірну Аргентини, з якою 1959 року виграв Панамериканські ігри. Також він брав участь в Олімпійських іграх 1960 в Римі.

## Кар'єра тренера
Після закінчення медичної школи при Університеті Буенос-Айреса Білардо завершив ігрову кар'єру і став тренером «Естудьянтеса». Крім тренерської роботи, він проводив час зі своєю дружиною та дочкою, допомагав батькові в меблевому бізнесі, і навіть знаходив години для вивчення раку товстої кишки та лікарської практики як гінеколог. Однак, в 1976 році Білардо перестав займатися медициною, вирішивши, що дослідження та практика вимагають повної зайнятості, яку він забезпечити не міг.
Після нетривалої роботи в колумбійському «Депортіво Калі» та аргентинському «Сан-Лоренсо», Білардо очолив збірну Колумбії, але після непотрапляння в фінальну частину чемпіонату світу 1982, був звільнений та повернувся в «Естудьянтес». Того ж року виграв з клубом чемпіонат Аргентини (Метрополітано), присвятивши перемогу своєму вчителю по тренерській майстерності Освальдо Субельдії, який помер на початку того ж року.
Успішна робота в клубі з Ла-Плати, привернула увагу аргентинської футбольної асоціації, і в 1983 році Білардо був призначений головним тренером збірної Аргентини. Перший великий турнір для керованої ним збірної, Кубок Америки 1983 року, аргентинці провалили, двічі обігравши бразильців, але не вийшовши з групи.
На чемпіонаті світу 1986 року в Мексиці Білардо побудував команду навколо молодого Дієго Марадони і, багато в чому завдяки видатній грі цього футболіста, домігся другого в історії збірної світового чемпіонського титулу. Пізніше тренер написав про цей тріумф книгу «Як ми перемогли». Проте на думку Дієго, в тому, що Аргентина виграла титул немає заслуги Карлоса:

Перед початком чемпіонату світу 1986 року стан команди був катастрофічним. Ми програвали товариські матчі не найсильнішим клубам. Білардо давав установки, яких ніхто не розумів. Після його установок доводилося комусь ще переводити нам його слова. Запитайте у Вальдано, якщо не вірите. Він виходив на поле і не знав, що має робити. Те ж саме стосується і Буруччаги. Так що заслуги Білардо в тому, що альбіселесте завоювали титул чемпіонів світу, немає. Все робили гравці, а я сам грав так, як вважав за потрібне.

Карлос Білардо повіз команду і на наступний чемпіонат світу в Італію, де «альбіселесте», дійшовши до фіналу, в драматичному матчі поступилася збірній ФРН, що взяла реванш за поразку на попередній світовій першості.
Після цього мундіалю Білардо залишив свій пост, зайнявшись викладанням та журналістикою. В 1992 він повернувся до тренерської роботи, очоливши іспанську «Севілью», де тоді грав Дієго Марадона, а через три роки Білардо знову возз'єднався з Дієго в «Бока Хуніорс».
1999 року Білардо став головним тренером збірної Лівії, але пропрацював там менше року, оскільки збірна не зуміла подолати відбірний бар'єр Кубка Африки 2000 року.
2003 року Білардо знову повернувся до тренерської роботи, вчертверте очоливши рідний «Естудьянтес». Не добившись великих результатів, Карлос заклав основу для команди, яка стала через три роки чемпіоном країни під керівництвом Дієго Сімеоне.

## Після завершення тренерської кар'єри
На чемпіонат світу 2006 року Білардо поїхав як телекоментатор. По закінченні чемпіонату після відставки Хосе Пекермана його прізвище фігурувало в списку кандидатів на пост головного тренера національної збірної, але аргентинська футбольна асоціація призначила тренером Альфіо Базіле, який дванадцятьма роками раніше змінив Білардо на цій посаді.
2007 року Білардо був призначений міністром спорту провінції Буенос-Айрес.
28 жовтня 2008 року Карлос Білардо був призначений генеральним менеджером збірної Аргентини в допомогу новому головному тренеру — Дієго Марадоні.

## Титули і досягнення

### Як гравця
- Чемпіон Аргентини (2):

«Сан-Лоренсо»: 1959
«Естудьянтес»: 1967 (Метрополітано)
- Володар Кубка Лібертадорес (3):

«Естудьянтес»: 1968, 1969, 1970
- Володар Міжконтинентального кубка (1):

«Естудьянтес»: 1968

### Як тренера
- Чемпіон Аргентини (1):

«Естудьянтес»: 1982 (Метрополітано)
- Чемпіон світу (1):

Аргентина: 1986
- Віце-чемпіон світу (1):

Аргентина: 1990
- Бронзовий призер Кубка Америки (1):

Аргентина: 1989

### Особисті
- Футбольний тренер року в Південній Америці: 1986, 1987
- Найкращий тренер в історії футболу — 29 місце (World Soccer)[3][4]